# تخلة (عمد)

تعديل مصدري - تعديل

تخلة هي إحدى قرى  بمديرية عمد التابعة لمحافظة حضرموت، بلغ تعداد سكانها 15 نسمة حسب تعداد اليمن لعام 2004.